# Georg Hellmesberger I
Georg Hellmesberger I, né le 24 avril 1800 à Vienne où il est mort le 16 août 1873, est un violoniste, chef d'orchestre et compositeur autrichien.

## Biographie
Il est le père de Josef Hellmesberger I et Georg Hellmesberger II. Après avoir été l'élève de Joseph Böhm (1795-1876), il devient konzertmeister au Wiener Hofoper et à la Hofmusikkapelle en 1830. Il est professeur au Conservatoire de la société des amis de la musique de Vienne de 1833 à 1867 (où il a notamment pour élève Eduard Rappoldi) et chef d'orchestre de la Philharmonie de Vienne de 1845 à 1848.
Sa sépulture se trouve au cimetière Hietzinger à Vienne (division 15, n° 4 D).

## Œuvres
- 2 concertos pour violon
- Musique de chambre et pièces pour violon seul